# 카네기 홀

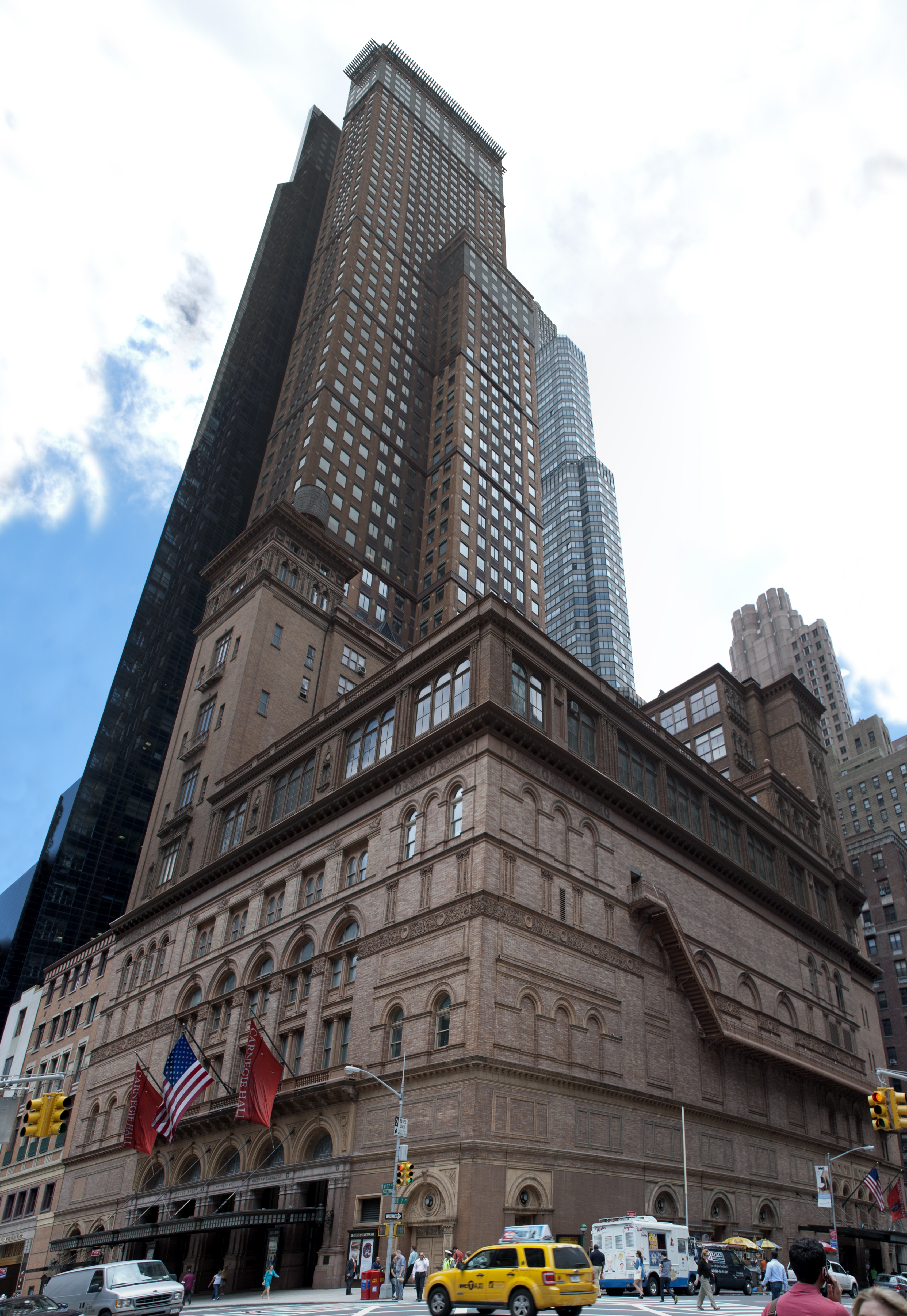
카네기 홀

카네기 홀(Carnegie Hall)은 뉴욕의 미드타운맨해튼에 위치한 음악 공연장이다. 철강 사업가인 앤드루 카네기가 아내와의 신혼여행에서 우연히 만난 월터 담로시라는 지휘자와 친해지고 담로시가 뉴욕에 공연장을 짓고 싶다고 얘기하자 예전부터 예술에 관심이 많던 카네기는 200만 달러를 내놓으며 그를 돕기로 한다. 1891년 5월 5일에 개관 축하 공연이 열렸고 많은 사람들이 공연을 보러 왔다. 이후 카네기 홀은 뉴욕 시에 인수되었다.
한편, 김형곤이 2006년 3월 30일 한국 코미디언 최초로 해당 장소에서 스탠딩 코미디쇼를 펼칠 예정이었으나 갑작스런 돌연사(2006년 3월 11일) 때문에 무산됐다.